# Дотри, Рауль
Рауль Дотри (фр. Raoul Dautry; 16 сентября 1880, Монлюсон, Алье — 21 августа 1951, Лурмарен, Воклюз) — французский инженер, министр вооружения Франции.